# Smilax retroflexa
Smilax retroflexa là một loài thực vật có hoa trong họ Smilacaceae. Loài này được (F.T.Wang & Tang) S.C.Chen miêu tả khoa học đầu tiên năm 1996.